# Campions de dobles masculins de l'Open d'Austràlia
La competició de dobles masculina se celebra des de la seva inauguració l'any 1905.

## Palmarès

### Australasian Championships
| Any  | Vencedors                                      | Finalistes                                     | Resultat                                       |
| ---- | ---------------------------------------------- | ---------------------------------------------- | ---------------------------------------------- |
| 1905 | Randolph Lycett Tom Tachell                    | E. Barnard B. Spence                           | 11−9, 8−6, 1−6, 4−6, 6−1                       |
| 1906 | Rodney Heath Anthony Wilding                   | C. Cox Harry Parker                            | 6−2, 6−4, 6−2                                  |
| 1907 | Bill Gregg Harry Parker                        | Horace Rice George Wright                      | 6−2, 3−6, 6−2, 6−2                             |
| 1908 | Fred Alexander Alfred Dunlop                   | G. Sharp Anthony Wilding                       | 6−3, 6−2, 6−1                                  |
| 1909 | J. Keane Ernie Parker                          | Tom Crooks Anthony Wilding                     | 1−6, 6−1, 6−1, 9−7                             |
| 1910 | Ashley Campbell Horace Rice                    | Rodney Heath J. O'Dea                          | 6−3, 6−3, 6−2                                  |
| 1911 | Rodney Heath Randolph Lycett                   | J. Addison Norman Brookes                      | 6−2, 7−5, 6−0                                  |
| 1912 | Charles Dixon James Cecil Parke                | Alfred Beamish Gordon Lowe                     | 6−4, 6−4, 6−2                                  |
| 1913 | Alf Hedeman Ernie Parker                       | Harry Parker Ray Taylor                        | 8−6, 4−6, 6−4, 6−4                             |
| 1914 | Ashley Campbell Gerald Patterson               | Rodney Heath Pat O'Hara Wood                   | 7−5, 3−6, 6−3, 6−3                             |
| 1915 | Horace Rice Clarence Todd                      | Gordon Lowe Bert St. John                      | 8−6, 6−4, 7−9, 6−3                             |
| 1916 | Sense competició per la Primera Guerra Mundial | Sense competició per la Primera Guerra Mundial | Sense competició per la Primera Guerra Mundial |
| 1917 | Sense competició per la Primera Guerra Mundial | Sense competició per la Primera Guerra Mundial | Sense competició per la Primera Guerra Mundial |
| 1918 | Sense competició per la Primera Guerra Mundial | Sense competició per la Primera Guerra Mundial | Sense competició per la Primera Guerra Mundial |
| 1919 | Pat O'Hara Wood Ron Thomas                     | James Anderson Arthur Lowe                     | 7−5, 6−1, 7−9, 3−6, 6−3                        |
| 1920 | Pat O'Hara Wood Ron Thomas (2)                 | Horace Rice Ray Taylor                         | 6−1, 6−0, 7−5                                  |
| 1921 | Stanley Eaton Rhys Gemmell                     | N. Brearley E. Stokes                          | 7−5, 6−3, 6−3                                  |
| 1922 | John Hawkes Gerald Patterson                   | James Anderson Norman Peach                    | 8−10, 6−0, 6−0, 7−5                            |
| 1923 | Pat O'Hara Wood Bert St. John                  | Dudley Bullough Horace Rice                    | 6−4, 6−3, 3−6, 6−0                             |
| 1924 | James Anderson Norman Brookes                  | Pat O'Hara Wood Gerald Patterson               | 6−2, 6−4, 6−3                                  |
| 1925 | Pat O'Hara Wood Gerald Patterson               | James Anderson Fred Kalms                      | 6−4, 8−6, 7−5                                  |
| 1926 | John Hawkes Gerald Patterson                   | James Anderson Pat O'Hara Wood                 | 6−1, 6−4, 6−2                                  |

### Australian Championships

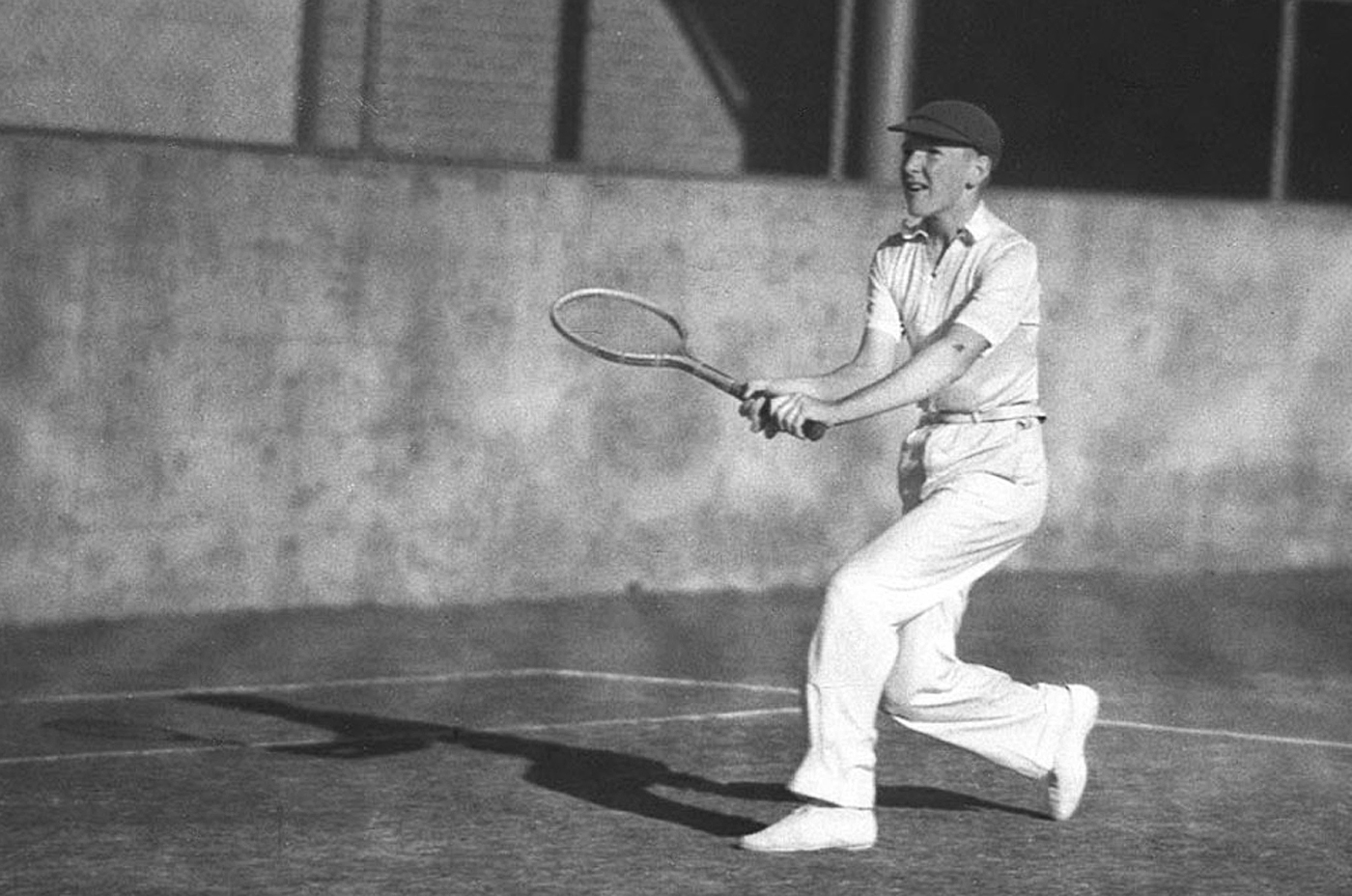
John Bromwich va guanyar vuit títols de dobles consecutius amb Adrian Quist.

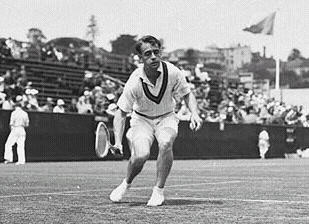
Adrian Quist va aconseguir deu títols de dobles consecutius, vuit amb John Bromwich i dos amb Don Turnbull.

| Any  | Vencedors                                     | Finalistes                                                      | Resultat                                      |
| ---- | --------------------------------------------- | --------------------------------------------------------------- | --------------------------------------------- |
| 1927 | John Hawkes Gerald Patterson (3)              | Ian McInness Pat O'Hara Wood                                    | 8−6, 6−2, 6−1                                 |
| 1928 | Jean Borotra Jacques Brugnon                  | Edgar Moon Jim Willard                                          | 6−2, 4−6, 6−4, 6−4                            |
| 1929 | Jack Crawford Harry Hopman                    | Jack Cummings Edgar Moon                                        | 6−1, 6−8, 4−6, 6−1, 6−3                       |
| 1930 | Jack Crawford Harry Hopman (2)                | Tim Fitchett John Hawkes                                        | 8−6, 6−1, 2−6, 6−3                            |
| 1931 | Charles Donohoe Ray Dunlop                    | Jack Crawford Harry Hopman                                      | 8−6, 6−2, 5−7, 7−9, 6−4                       |
| 1932 | Jack Crawford Edgar Moon                      | Harry Hopman Gerald Patterson                                   | 12−10, 6−3, 4−6, 6−4                          |
| 1933 | Keith Gledhill Ellsworth Vines                | Jack Crawford Edgar Moon                                        | 6−4, 10−8, 6−2                                |
| 1934 | Pat Hughes Fred Perry                         | Adrian Quist Don Turnbull                                       | 6−8, 6−3, 6−4, 3−6, 6−3                       |
| 1935 | Jack Crawford Vivian McGrath                  | Pat Hughes Fred Perry                                           | 6−4, 8−6, 6−2                                 |
| 1936 | Adrian Quist Don Turnbull                     | Jack Crawford Vivian McGrath                                    | 6−8, 8−2, 6−1, 3−6, 6−2                       |
| 1937 | Adrian Quist Don Turnbull (2)                 | John Bromwich Jack Harper                                       | 6−2, 9−7, 1−6, 6−8, 6−4                       |
| 1938 | John Bromwich Adrian Quist                    | Gottfried von Cramm Henner Henkel                               | 7−5, 6−4, 6−0                                 |
| 1939 | John Bromwich Adrian Quist                    | Colin Long Don Turnbull                                         | 6−4, 7−5, 6−2                                 |
| 1940 | John Bromwich Adrian Quist                    | Jack Crawford Vivian McGrath                                    | 6−3, 7−5, 6−1                                 |
| 1941 | Sense competició per la Segona Guerra Mundial | Sense competició per la Segona Guerra Mundial                   | Sense competició per la Segona Guerra Mundial |
| 1942 | Sense competició per la Segona Guerra Mundial | Sense competició per la Segona Guerra Mundial                   | Sense competició per la Segona Guerra Mundial |
| 1943 | Sense competició per la Segona Guerra Mundial | Sense competició per la Segona Guerra Mundial                   | Sense competició per la Segona Guerra Mundial |
| 1944 | Sense competició per la Segona Guerra Mundial | Sense competició per la Segona Guerra Mundial                   | Sense competició per la Segona Guerra Mundial |
| 1945 | Sense competició per la Segona Guerra Mundial | Sense competició per la Segona Guerra Mundial                   | Sense competició per la Segona Guerra Mundial |
| 1946 | John Bromwich Adrian Quist                    | Max Newcombe Len Schwartz                                       | 6−3, 6−1, 9−7                                 |
| 1947 | John Bromwich Adrian Quist                    | Frank Sedgman George Worthington                                | 6−1, 6−3, 6−1                                 |
| 1948 | John Bromwich Adrian Quist                    | Colin Long Frank Sedgman                                        | 1−6, 6−8, 9−7, 6−3, 8−6                       |
| 1949 | John Bromwich Adrian Quist                    | Geoff Brown Bill Sidwell                                        | 1−6, 7−5, 6−2, 6−3                            |
| 1950 | John Bromwich Adrian Quist (8)                | Plantilla:Country data Egypt 1922 Jaroslav Drobný Eric Sturgess | 6−3, 5−7, 4−6, 6−3, 8−6                       |
| 1951 | Ken McGregor Frank Sedgman                    | John Bromwich Adrian Quist                                      | 11−9, 2−6, 6−3, 4−6, 6−3                      |
| 1952 | Ken McGregor Frank Sedgman (2)                | Don Candy Mervyn Rose                                           | 6−4, 7−5, 6−3                                 |
| 1953 | Lew Hoad Ken Rosewall                         | Don Candy Mervyn Rose                                           | 9−11, 6−4, 10−8, 6−4                          |
| 1954 | Rex Hartwig Mervyn Rose                       | Neale Fraser Clive Wilderspin                                   | 6−3, 6−4, 6−2                                 |
| 1955 | Vic Seixas Tony Trabert                       | Lew Hoad Ken Rosewall                                           | 6−3, 6−2, 2−6, 3−6, 6−1                       |
| 1956 | Lew Hoad Ken Rosewall (2)                     | Don Candy Mervyn Rose                                           | 10−8, 13−11, 6−4                              |
| 1957 | Neale Fraser Lew Hoad                         | Mal Anderson Ashley Cooper                                      | 6−3, 8−6, 6−4                                 |
| 1958 | Ashley Cooper Neale Fraser                    | Roy Emerson Robert Mark                                         | 7−5, 6−8, 3−6, 6−3, 7−5                       |
| 1959 | Rod Laver Robert Mark                         | Don Candy Bob Howe                                              | 9−7, 6−4, 6−2                                 |
| 1960 | Rod Laver Robert Mark                         | Roy Emerson Neale Fraser                                        | 1−6, 6−2, 6−4, 6−4                            |
| 1961 | Rod Laver Robert Mark (3)                     | Roy Emerson Marty Mulligan                                      | 6−3, 7−5, 3−6, 9−11, 6−2                      |
| 1962 | Roy Emerson Neale Fraser                      | Bob Hewitt Fred Stolle                                          | 4−6, 4−6, 6−1, 6−4, 11−9                      |
| 1963 | Bob Hewitt Fred Stolle                        | Ken Fletcher John Newcombe                                      | 6−2, 3−6, 6−3, 3−6, 6−3                       |
| 1964 | Bob Hewitt Fred Stolle (2)                    | Roy Emerson Ken Fletcher                                        | 6−4, 7−5, 3−6, 4−6, 14−12                     |
| 1965 | John Newcombe Tony Roche                      | Roy Emerson Fred Stolle                                         | 3−6, 4−6, 13−11, 6−3, 6−4                     |
| 1966 | Roy Emerson Fred Stolle                       | John Newcombe Tony Roche                                        | 7−9, 6−3, 6−8, 14−12, 12−10                   |
| 1967 | John Newcombe Tony Roche                      | Bill Bowrey Owen Davidson                                       | 3−6, 6−3, 7−5, 6−8, 8−6                       |
| 1968 | Dick Crealy Allan Stone                       | Terry Addison Ray Keldie                                        | 10−8, 6−4, 6−3                                |

### Australian Open

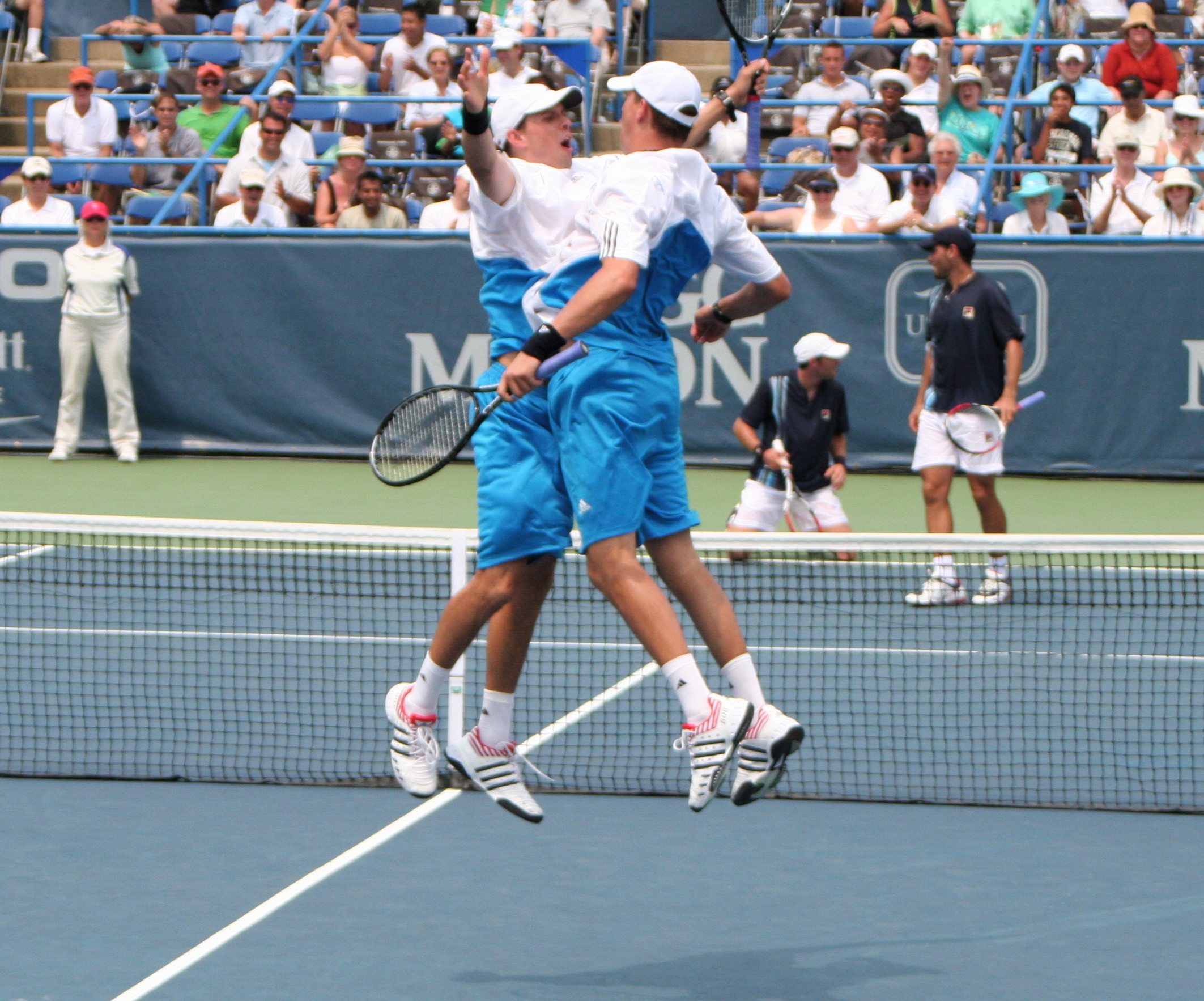
Els germans Bryan (Bob i Mike) van guanyar cinc títols de dobles en set finals.

| Any        | Vencedors                           | Finalistes                          | Resultat                           |
| ---------- | ----------------------------------- | ----------------------------------- | ---------------------------------- |
| 1969       | Roy Emerson Rod Laver               | Ken Rosewall Fred Stolle            | 6−4, 6−4                           |
| 1970       | Robert Lutz Stan Smith              | John Alexander Phil Dent            | 8−6, 6−3, 6−4                      |
| 1971       | John Newcombe Tony Roche            | Tom Okker Marty Riessen             | 6−2, 7−6                           |
| 1972       | Owen Davidson Ken Rosewall          | Ross Case Geoff Masters             | 3−6, 7−6, 6−2                      |
| 1973       | Mal Anderson John Newcombe          | John Alexander Phil Dent            | 6−3, 6−4, 7−6                      |
| 1974       | Ross Case Geoff Masters             | Syd Ball Bob Giltinan               | 6−7, 6−3, 6−4                      |
| 1975       | John Alexander Phil Dent            | Bob Carmichael Allan Stone          | 6−3, 7−6                           |
| 1976       | John Newcombe Tony Roche (4)        | Ross Case Geoff Masters             | 7−6, 6−4                           |
| 1977 (gen) | Arthur Ashe Tony Roche              | Charles Pasarell Erik van Dillen    | 6−4, 6−4                           |
| 1977 (des) | Ray Ruffels Allan Stone             | John Alexander Phil Dent            | 7−6, 7−6                           |
| 1978       | Wojtek Fibak Kim Warwick            | Paul Kronk Cliff Letcher            | 7−6, 7−5                           |
| 1979       | Peter McNamara Paul McNamee         | Paul Kronk Cliff Letcher            | 7−6, 6−2                           |
| 1980       | Mark Edmondson Kim Warwick          | Peter McNamara Paul McNamee         | 7−5, 6−4                           |
| 1981       | Mark Edmondson Kim Warwick (2)      | Hank Pfister John Sadri             | 6−3, 6−7, 6−3                      |
| 1982       | John Alexander John Fitzgerald      | Andy Andrews John Sadri             | 6−4, 7−6                           |
| 1983       | Mark Edmondson Paul McNamee         | Steve Denton Sherwood Stewart       | 6−3, 7−6                           |
| 1984       | Mark Edmondson Sherwood Stewart     | Joakim Nyström Mats Wilander        | 6−2, 6−2, 7−5                      |
| 1985       | Paul Annacone Christo Van Rensburg  | Mark Edmondson Kim Warwick          | 3−6, 7−6, 6−4, 6−4                 |
| 1986       | Sense competició per canvi de data  | Sense competició per canvi de data  | Sense competició per canvi de data |
| 1987       | Stefan Edberg Anders Järryd         | Peter Doohan Laurie Warder          | 6−4, 6−4, 7−6                      |
| 1988       | Rick Leach Jim Pugh                 | Jeremy Bates Peter Lundgren         | 6−3, 6−2, 6−3                      |
| 1989       | Rick Leach Jim Pugh (2)             | Darren Cahill Mark Kratzmann        | 6−4, 6−4, 6−4                      |
| 1990       | Pieter Aldrich Danie Visser         | Grant Connell Glenn Michibata       | 6−4, 4−6, 6−1, 6−4                 |
| 1991       | Scott Davis David Pate              | Patrick McEnroe David Wheaton       | 6−7, 7−6, 6−3, 7−5                 |
| 1992       | Todd Woodbridge Mark Woodforde      | Kelly Jones Rick Leach              | 6−4, 6−3, 6−4                      |
| 1993       | Danie Visser Laurie Warder          | John Fitzgerald Anders Järryd       | 6−4, 6−3, 6−4                      |
| 1994       | Jacco Eltingh Paul Haarhuis         | Byron Black Jonathan Stark          | 6−7, 6−3, 6−4, 6−3                 |
| 1995       | Jared Palmer Richey Reneberg        | Mark Knowles Daniel Nestor          | 6−3, 3−6, 6−3, 6−2                 |
| 1996       | Stefan Edberg Petr Korda            | Sebastien Lareau Alex O'Brien       | 7−5, 7−5, 4−6, 6−1                 |
| 1997       | Todd Woodbridge Mark Woodforde (2)  | Sebastien Lareau Alex O'Brien       | 4−6, 7−5, 7−5, 6−3                 |
| 1998       | Jonas Björkman Jacco Eltingh        | Todd Woodbridge Mark Woodforde      | 6−2, 5−7, 2−6, 6−4, 6−3            |
| 1999       | Jonas Björkman Patrick Rafter       | Mahesh Bhupathi Leander Paes        | 6−3, 4−6, 6−4, 6−7(10), 6−4        |
| 2000       | Ellis Ferreira Rick Leach           | Wayne Black Andrew Kratzmann        | 6−4, 3−6, 6−3, 3−6, 18−16          |
| 2001       | Jonas Björkman Todd Woodbridge      | Byron Black David Prinosil          | 6−1, 5−7, 6−4, 6−4                 |
| 2002       | Mark Knowles Daniel Nestor          | Michaël Llodra Fabrice Santoro      | 7−6(4), 6−3                        |
| 2003       | Michaël Llodra Fabrice Santoro      | Mark Knowles Daniel Nestor          | 6−4, 3−6, 6−3                      |
| 2004       | Michaël Llodra Fabrice Santoro (2)  | Bob Bryan Mike Bryan                | 7−6(4), 6−3                        |
| 2005       | Wayne Black Kevin Ullyett           | Bob Bryan Mike Bryan                | 6−4, 6−4                           |
| 2006       | Bob Bryan Mike Bryan                | Martin Damm Leander Paes            | 4−6, 6−3, 6−4                      |
| 2007       | Bob Bryan Mike Bryan                | Jonas Björkman Maks Mirni           | 7−5, 7−5                           |
| 2008       | Jonathan Erlich Andy Ram            | Arnaud Clément Michaël Llodra       | 7−5, 7−6(4)                        |
| 2009       | Bob Bryan Mike Bryan                | Mahesh Bhupathi Mark Knowles        | 2−6, 7−5, 6−0                      |
| 2010       | Bob Bryan Mike Bryan                | Daniel Nestor Nenad Zimonjic        | 6−3, 6−7(5), 6−3                   |
| 2011       | Bob Bryan Mike Bryan                | Mahesh Bhupathi Leander Paes        | 6−3, 6−4                           |
| 2012       | Leander Paes Radek Štěpánek         | Bob Bryan Mike Bryan                | 7−6(1), 6−2                        |
| 2013       | Bob Bryan Mike Bryan (6)            | Robin Haase Igor Sijsling           | 6−3, 6−4                           |
| 2014       | Lukasz Kubot Robert Lindstedt       | Eric Butorac Raven Klaasen          | 6−3, 6−3                           |
| 2015       | Simone Bolelli Fabio Fognini        | Pierre-Hugues Herbert Nicolas Mahut | 6−4, 6−4                           |
| 2016       | Jamie Murray Bruno Soares           | Daniel Nestor Radek Štěpánek        | 2−6, 6−4, 7−5                      |
| 2017       | Henri Kontinen John Peers           | Bob Bryan Mike Bryan                | 7−5, 7−5                           |
| 2018       | Oliver Marach Mate Pavić            | Juan Sebastián Cabal Robert Farah   | 6−4, 6−4                           |
| 2019       | Pierre-Hugues Herbert Nicolas Mahut | Henri Kontinen John Peers           | 6−4, 7−6(1)                        |
| 2020       | Rajeev Ram Joe Salisbury            | Max Purcell Luke Saville            | 6−4, 6−2                           |
| 2021       | Ivan Dodig Filip Polášek            | Rajeev Ram Joe Salisbury            | 6−3, 6−4                           |
| 2022       | Thanasi Kokkinakis Nick Kyrgios     | Matthew Ebden Max Purcell           | 7−5, 6−4                           |
| 2023       | Rinky Hijikata Jason Kubler         | Hugo Nys Jan Zieliński              | 6−4, 7−6(4)                        |
| 2024       | Rohan Bopanna Matthew Ebden         | Simone Bolelli Andrea Vavassori     | 7−6(0), 7−5                        |
| 2025       | Harri Heliövaara Henry Patten       | Simone Bolelli Andrea Vavassori     | 6−7(16), 7−6(5), 6−3               |

## Estadístiques

### Campions múltiples (parelles)
| Tennistes en actiu |

| Parelles                       | Era Amateur | Era Open | Total | Anys                                           |
| ------------------------------ | ----------- | -------- | ----- | ---------------------------------------------- |
| John Bromwich Adrian Quist     | 8           | 0        | 8     | 1938, 1939, 1940, 1946, 1947, 1948, 1949, 1950 |
| Bob Bryan Mike Bryan           | 0           | 6        | 6     | 2006, 2007, 2009, 2010, 2011, 2013             |
| John Newcombe Tony Roche       | 2           | 2        | 4     | 1965, 1967, 1971, 1976                         |
| John Hawkes Gerald Patterson   | 3           | 0        | 3     | 1922, 1926, 1927                               |
| Rod Laver Robert Mark          | 3           | 0        | 3     | 1959, 1960, 1961                               |
| Pat O'Hara Wood Ron Thomas     | 2           | 0        | 2     | 1919, 1920                                     |
| Jack Crawford Harry Hopman     | 2           | 0        | 2     | 1929, 1930                                     |
| Adrian Quist Don Turnbull      | 2           | 0        | 2     | 1936, 1937                                     |
| Ken McGregor Frank Sedgman     | 2           | 0        | 2     | 1951, 1952                                     |
| Lew Hoad Ken Rosewall          | 2           | 0        | 2     | 1953, 1956                                     |
| Bob Hewitt Fred Stolle         | 2           | 0        | 2     | 1963, 1964                                     |
| Mark Edmondson Kim Warwick     | 0           | 2        | 2     | 1980, 1981                                     |
| Rick Leach Jim Pugh            | 0           | 2        | 2     | 1988, 1989                                     |
| Todd Woodbridge Mark Woodforde | 0           | 2        | 2     | 1992, 1997                                     |
| Michaël Llodra Fabrice Santoro | 0           | 2        | 2     | 2003, 2004                                     |

### Campions múltiples (individual)
| Tennistes en actiu |

| Tennista         | Era Amateur | Era Open | Total | Anys                                                       |
| ---------------- | ----------- | -------- | ----- | ---------------------------------------------------------- |
| Adrian Quist     | 10          | 0        | 10    | 1936, 1937, 1938, 1939, 1940, 1946, 1947, 1948, 1949, 1950 |
| John Bromwich    | 8           | 0        | 8     | 1938, 1939, 1940, 1946, 1947, 1948, 1949, 1950             |
| Bob Bryan        | 0           | 6        | 6     | 2006, 2007, 2009, 2010, 2011, 2013                         |
| Mike Bryan       | 0           | 6        | 6     | 2006, 2007, 2009, 2010, 2011, 2013                         |
| Gerald Patterson | 5           | 0        | 5     | 1914, 1922, 1925, 1926, 1927                               |
| John Newcombe    | 2           | 3        | 5     | 1965, 1967, 1971, 1973, 1976                               |
| Tony Roche       | 2           | 3        | 5     | 1965, 1967, 1971, 1976, 1977                               |
| Pat O'Hara Wood  | 4           | 0        | 4     | 1919, 1920, 1923, 1925                                     |
| Jack Crawford    | 4           | 0        | 4     | 1929, 1930, 1932, 1935                                     |
| Rod Laver        | 3           | 1        | 4     | 1959, 1960, 1961, 1969                                     |
| Mark Edmondson   | 0           | 4        | 4     | 1980, 1981, 1983, 1984                                     |
| John Hawkes      | 3           | 0        | 3     | 1922, 1926, 1927                                           |
| Lew Hoad         | 3           | 0        | 3     | 1953, 1956, 1957                                           |
| Robert Mark      | 3           | 0        | 3     | 1959, 1960, 1961                                           |
| Neale Fraser     | 3           | 0        | 3     | 1957, 1958, 1962                                           |
| Fred Stolle      | 3           | 0        | 3     | 1963, 1964, 1966                                           |
| Roy Emerson      | 2           | 1        | 3     | 1962, 1966, 1969                                           |
| Ken Rosewall     | 2           | 1        | 3     | 1953, 1956, 1972                                           |
| Kim Warwick      | 0           | 3        | 3     | 1978, 1980, 1981                                           |
| Rick Leach       | 0           | 3        | 3     | 1988, 1989, 2000                                           |
| Todd Woodbridge  | 0           | 3        | 3     | 1992, 1997, 2001                                           |
| Jonas Björkman   | 0           | 3        | 3     | 1998, 1999, 2001                                           |
| Randolph Lycett  | 2           | 0        | 2     | 1905, 1911                                                 |
| Rodney Heath     | 2           | 0        | 2     | 1906, 1911                                                 |
| Ernie Parker     | 2           | 0        | 2     | 1909, 1913                                                 |
| Ashley Campbell  | 2           | 0        | 2     | 1910, 1914                                                 |
| Horace Rice      | 2           | 0        | 2     | 1910, 1915                                                 |
| Ron Thomas       | 2           | 0        | 2     | 1919, 1920                                                 |
| Harry Hopman     | 2           | 0        | 2     | 1929, 1930                                                 |
| Don Turnbull     | 2           | 0        | 2     | 1936, 1937                                                 |
| Ken McGregor     | 2           | 0        | 2     | 1951, 1952                                                 |
| Frank Sedgman    | 2           | 0        | 2     | 1951, 1952                                                 |
| Bob Hewitt       | 2           | 0        | 2     | 1963, 1964                                                 |
| Allan Stone      | 1           | 1        | 2     | 1968, 1977                                                 |
| John Alexander   | 0           | 2        | 2     | 1975, 1982                                                 |
| Paul McNamee     | 0           | 2        | 2     | 1979, 1983                                                 |
| Jim Pugh         | 0           | 2        | 2     | 1988, 1989                                                 |
| Danie Visser     | 0           | 2        | 2     | 1990, 1993                                                 |
| Stefan Edberg    | 0           | 2        | 2     | 1987, 1996                                                 |
| Mark Woodforde   | 0           | 2        | 2     | 1992, 1997                                                 |
| Jacco Eltingh    | 0           | 2        | 2     | 1994, 1998                                                 |
| Michaël Llodra   | 0           | 2        | 2     | 2003, 2004                                                 |
| Fabrice Santoro  | 0           | 2        | 2     | 2003, 2004                                                 |